# Hippodrome de Saint-Ponchon
L'Hippodrome Saint Ponchon se situe à Carpentras dans le Vaucluse. Il est géré par la Société hippique de Carpentras, association loi de 1901 de 24 sociétaires. 
Une dizaine de réunions s'y tiennent chaque année de mars à septembre.

## Historique
L'hippodrome initial fut créé en 1864, sous le nom de Société hippique de Carpentras, par notamment le Marquis des Isnard, et des notables carpentrasiens, dans le quartier Saint-Ponchon, sur un terrain de six hectares. Une mise en conformité de la société, à la loi de 1901 sur les associations, est faite le 17 décembre 1904. La piste d'origine fut agrandie en 1906, par l'achat de terrains voisins (agrandissement financé par fonds propres et ventes d'actions). De nos jours, l'hippodrome s'étend sur un terrain d'un peu plus de 17 hectares.
En 1907, l'hippodrome de Carpentras participe à l'ébauche d'une fédération hippique du Vaucluse, avec l'hippodrome Roberty, d'Avignon, et l'hippodrome de la Durance à Cavaillon.
Après une mise en sommeil de la société hippique durant la guerre de 1914-1918, le redémarrage en 1921 se fait au niveau des tribunes, du local de pesage, et par l'achat de quatre hectares supplémentaires en 1925.

### Liste des différents présidents
- 1904 : Isidore Gillioux
- 1925 : Jules Guillet
- 1925 : Pierre Bernard-Laroche
- 1931 : Albert Josselme
- Roger Leyraud
- Michel Marcellin

## Courses
Deux types de courses sont organisées : Plat et Trot.

## Caractéristiques
Piste corde droite en herbe.

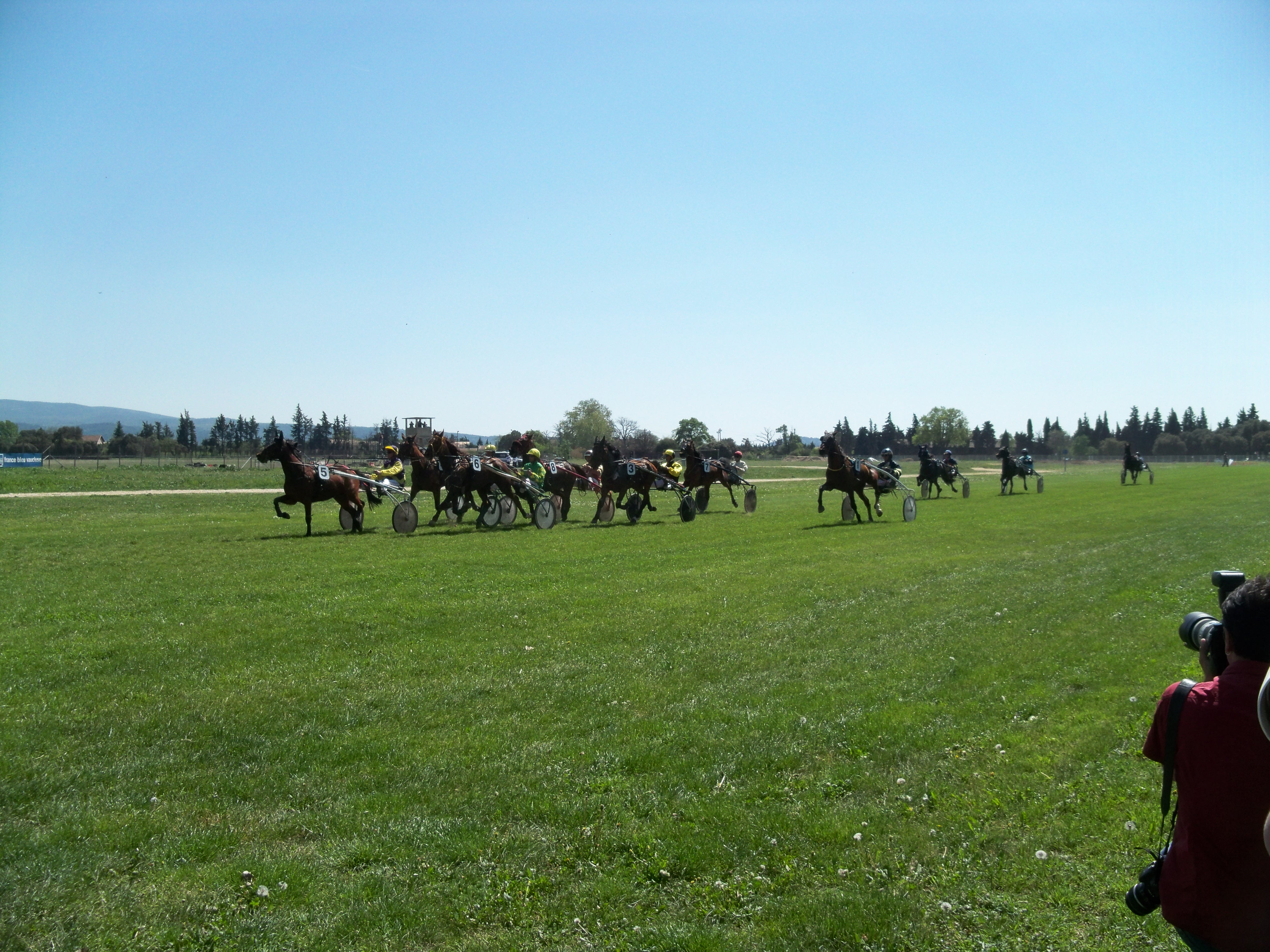
Course de trot attelé à Saint Ponchon

Piste de 1 240 m, dont une ligne droite de 300 m devant les tribunes.
- Distances pour le trot : 2 100 m et 2 650 m
- Distances pour le galop : 1 500 m, 2 150 m et 2 700 m

## Autres activités de l'hippodrome
Une piste de karting se trouve au centre des pistes de l'hippodrome. Il s'agit de la piste de karting du club de Carpentras. Des courses du championnat régional de karting y sont organisées.

## Personnalités liées à l'hippodrome
- Alfred Choubrac (1853-1902) affichiste ayant fait une affiche pour l'hippodrome.